# Ludwik Zabrocki
Ludwik Zabrocki (ur. 24 listopada 1907 w Czersku, zm. 8 października 1977 w Poznaniu) – polski językoznawca, profesor Uniwersytetu Adama Mickiewicza w Poznaniu.

## Życiorys
Urodził się w rodzinie chłopskiej Józefa i Emmy z domu Weinberg. W 1927 roku ukończył gimnazjum w Chojnicach, a następnie na Uniwersytecie Poznańskim studiował polonistykę, a oprócz tego germanistykę, językoznawstwo indoeuropejskie i orientalistykę. W latach 1930–1931 podczas studiów był prezesem Związku Akademickich Kół Misjologicznych. W 1931 roku uzyskał magisterium z polonistyki. Asystent w Instytucie Zachodniosłowiańskim UP w latach 1930–1936. Nauczyciel Liceum Handlowego w Gdyni. Wykładowca Państwowej Szkoły Morskiej w latach 1937–1939, a we wrześniu 1939 roku był w niej komendantem ewakuacyjnym. Ukrywał się podczas wojny w Borach Tucholskich, gdzie działał w tamtejszej partyzantce. 
Powrócił po wojnie na UP, a z udziałem F. Antkowskiego i Z. Sobierajskiego rozproszony podczas wojny księgozbiór językoznawczy UP odzyskał niemal w całości. Uzupełnił jego stan i aż do śmierci zabiegał o jego wzrost. U M. Rudnickiego doktoryzował się rozprawą „Czas teraźniejszy w dialekcie pruskim Sambii”, a w 1945 roku habilitował się na podstawie pracy „Usilnienie i lenicja w językach indoeuropejskich i ugrofińskim”. Adiunkt na UP w latach 1945–1949, a w latach 1949–1954 przy Seminarium Indoeuropejskim był docentem etatowym. Zorganizował przy uniwersytecie w 1951 roku Archiwum Fonograficzne i przez dłuższy czas kierował nagrywaniem starych gwar polskich na Ziemiach Zachodnich i Północnych. W Katedrze Języków Germańskich pracował w latach 1953–1969, będąc od 1955 roku jej kierownikiem. W 1955 roku został profesorem nadzwyczajnym, a w 1962 roku zwyczajnym. 
Zakładem Językoznawstwa Stosowanego Uniwersytetu Adama Mickiewicza kierował w latach 1965–1976, a od 1974 roku Instytutem Językoznawstwa UAM. W 1971 roku członek korespondent Polskiej Akademii Nauk i w 1976 roku członek rzeczywisty. Był również przewodniczącym Komisji Neofilologicznej PAN, a także przewodniczącym Komisji Językoznawczej Poznańskiego Towarzystwa Przyjaciół Nauk. Założyciel Polskiego Towarzystwa Neofilologicznego oraz długoletni redaktor czasopism: „Lingua Posnaniensis”, „Biuletyn Fonograficzny”, „Glottodidactica”. Prezes Societas Linguistica Europaea w latach 1968–1969. W latach 1963, 1969 i 1976 laureat I nagrody ministra nauki, szkolnictwa wyższego i techniki.
Zmarł 8 października 1977 roku w Poznaniu. Pochowany na cmentarzu Junikowskim. Od 1939 roku żonaty z Anną Smolik, z którą miał synów Tadeusza (ur. 1948) i Władysława (ur. 1955).